# Protosphindus bellus
Protosphindus bellus es una especie de coleóptero de la familia Sphindidae.

## Distribución geográfica
Habita en Chile.